# Stenus dissentiens
Stenus dissentiens är en skalbaggsart som beskrevs av Thomas Casey. Stenus dissentiens ingår i släktet Stenus och familjen kortvingar. Inga underarter finns listade i Catalogue of Life.